# Біологічна водойма

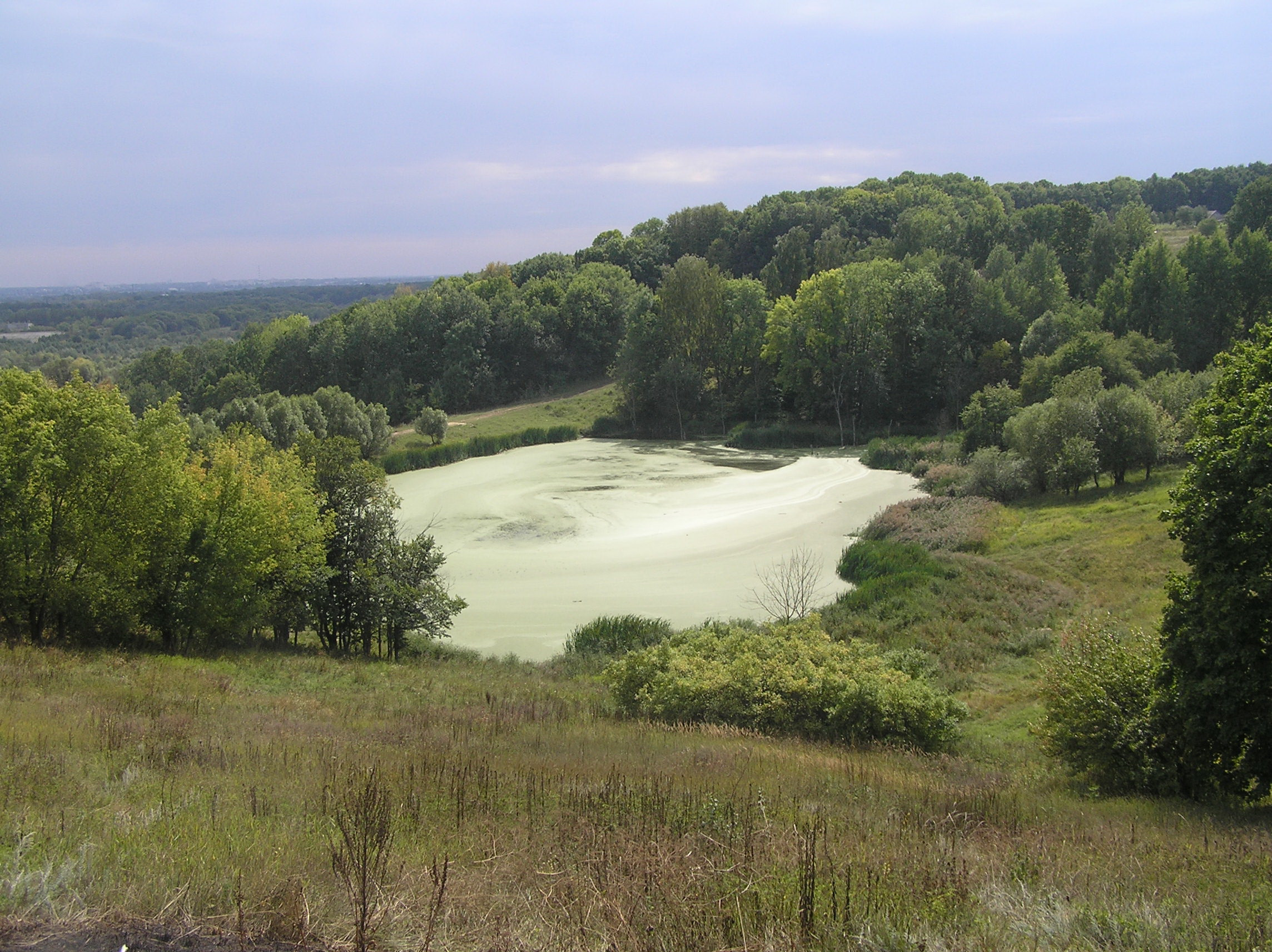
Яружно-балкова біологічна водойма (смт. Іскра)

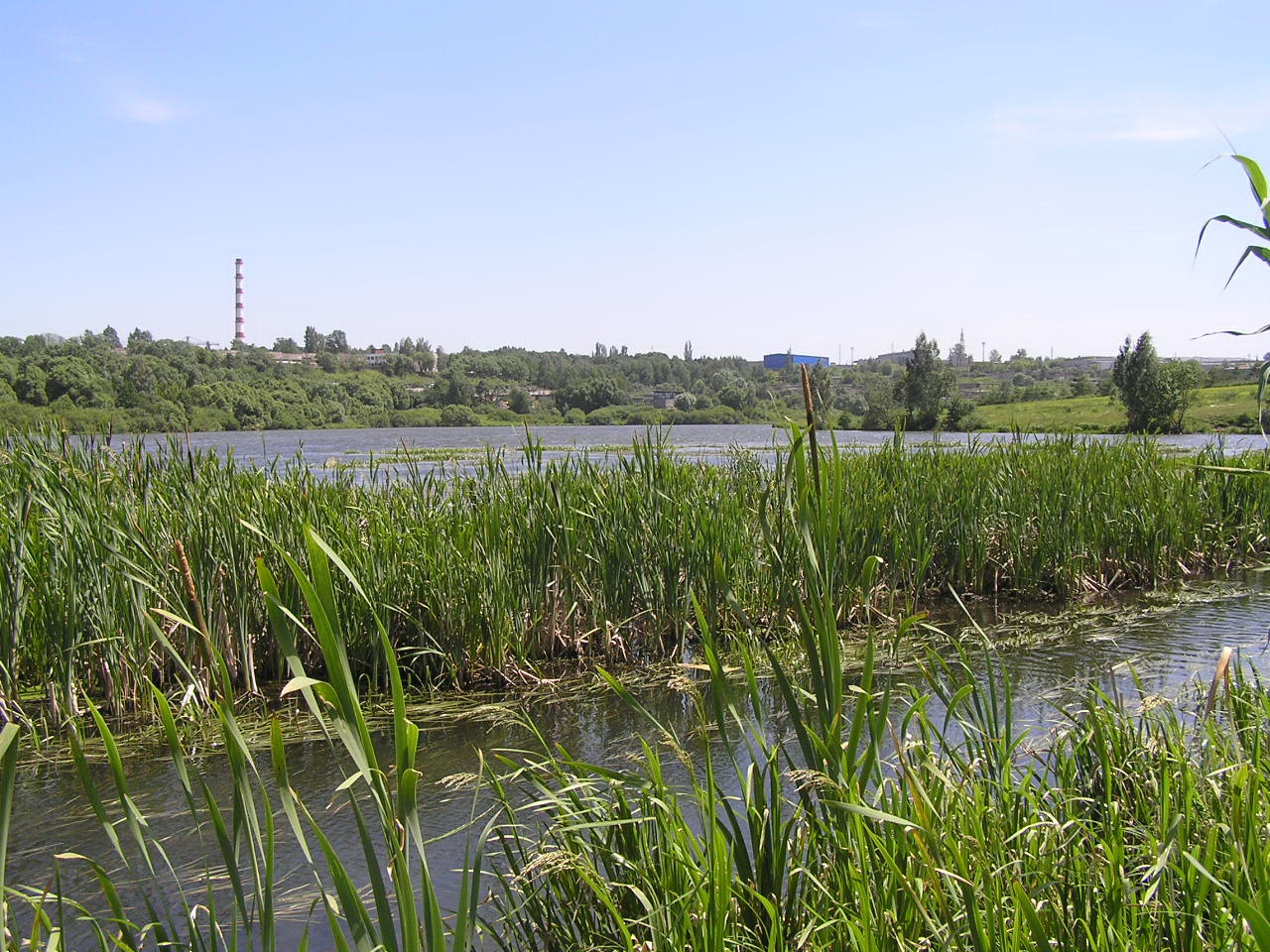
Наливна біологічна водойма (м. Желєзногорськ)

Біологі́чна водо́йма (біологічний ставок, водоймище, водозбір) — природний або штучно створений водний об'єкт, призначений для біологічної очистки (доочистки) стічних вод, заснованої на процесах самоочищення водойм. Від природних водойм, де всі біологічні процеси протікають стихійно, біологічні водойми відрізняються тим, що всі процеси в них регулюються і направляються людиною в потрібну її сторону.
Вони працюють самостійно для повного очищення стічних вод в місцевостях із середньою температурою 10о С.
Біологічні ставки часто використовуються в поєднанні з іншими методами очищення, причому їх використовують для доочищення вод. Біологічні ставки бувають аеробні та анаеробні. Аеробні ставки бувають проточні та контактні. Якщо ставок очищає воду повністю, то для цього потрібен час перебування води в ньому 12–20 діб. Глибина води в ставках першого ступеня не більше 1 м, а в наступних не більше 1,5–2 м. При доочищенні час перебування води в ставку не менше 2 діб, а глибина ставка не більше 1 м. В аеробних контактних ставках час перебування води 8–10 діб. Для розрахунку площі приймається 1 га для 250 м3/добу води при сильно забрудненій воді та 4000–5000 м3/добу при доочищенні.

## Поняття про водойми біологічного очищення
Біологічні водойми мають невелику глибину — 0,5 … 3 м; площа окремо взятого ставка — 0,01 … 50 га. Наявність значної поверхні зіткнення води з повітрям забезпечує прогрів всій товщі води і її перемішування. Цим формуються сприятливі умови для розвитку водних організмів, що асимілюють біогенні елементи і збагачують воду киснем, необхідним при окисленні органічних речовин.

Найбільш ефективно окислювальні процеси в біоставках йдуть в теплу пору. При температурі води нижче 6°С інтенсивність очищення різко сповільнюються, а при подальшому зниженні температури майже повністю припиняється. Тому, в зимовий період, після утворення крижаного покриву, коли у воду не проникає кисень, відбувається лише виморожування стічної води у водоймі. У той же час в проточних неаерованих біоставках з вищою водною рослинністю можлива цілорічна очищення стічних вод від цілого ряду забруднень, зокрема від СПАР і нафтопродуктів.

Будучи кінцевою ланкою в процесах очищення стоків, біологічні водойми остаточно формують якість води, що скидається у водні об'єкти — річки, озера, водосховища. Найчастіше біоставки використовуються як самостійне спорудження для очищення стічних вод.

На відміну від споруд штучної біологічної очистки, біологічні ставки, крім очищення від мінеральних речовин і зважених часток, забезпечують високий рівень бактеріального самоочищення. Зокрема, число кишкових паличок в біоставках знижується на 95,9 — 99,9 % від початкового змісту, а яйця гельмінтів у воді, що пройшла через біологічні ставки, практично відсутні.
Біоставки часто включають в системи водоочистки автономних споживачів з невеликою витратою води. Це дозволяє поєднувати власне водоочистку та вирощування аквакультури, а також частково окупити витрати на спорудження й експлуатацію біопрудах, здешевлюючи водоочистку в цілому..
Біологічні ставки не позбавлені недоліків, найважливішими серед них є сезонність роботи та низька окислювальна здатність, а також потреба у значних територіях. У той же час, окрім своїх прямих функцій — очищення стоків, біологічні ставки можуть бути джерелом води для зрошення, служити розведення водоплавної птиці і риби.

## Класифікація водойм біологічного очищення
Біологічні ставки можуть бути природного і штучного походження. До перших належать природні водойми та ветланди (болотисті ділянки з уповільненим струмом води на шляху до більших водойм), до других — водойми, спеціально створені людиною.
За характером розміщення біологічні ставки належать до трьох типів:
- яружно-балкові ставки — розташовуються в перегороджених греблею улоговинах; мають форму подовженого трикутника з основою біля греблі;
- наливні ставки — розташовуються в природних поглибленнях; озеровидной форми, довжина і ширина приблизно однакові;
- копані ставки — розташування довільне; конфігурація і розміри залежить від форми і параметрів викопаного котловану.

Виходячи з концентрації стоків, що скидаються до водойми виділяють:
біологічні ставки з розведенням (рибовивідні) — стоки, після попереднього освітлення у відстійниках, змішують з чистою річковою водою, і направляють в одноступеневі проточні ставки розміром 0,5-7 га. Тривалість перебування води в них 8-12 днів;
- біологічні ставки без розведення (багатоступеневі або серійні) — стоки, після попереднього відстоювання, направляють у ставок без розведення чистою водою. Ставки без розведення влаштовують в 4-5 ступенів (площа окремих ставків кожного ступеня 2-2,5 га), які вода проходить послідовно. Ступінь чистоти води з кожною наступною ступеню поступово підвищується. Тривалість перебування води — до 30 днів.;
- біологічні ставки для доочищення стічних вод — мають 2-3 (надходження до них очищених стічних вод) або 4-5 ступенів (надходження до них відстояних стічних вод). Застосовують при необхідності підвищеної якості очищення стічних вод та їх доочищення після штучних очисних споруд.

Розрізняють ставки з природною і штучною аерацією, яка прискорює процеси очищення води. Глибина ставків з природною поверхневою аерацією, як правило, не перевищує 1,5 м. Штучна аерація за допомогою механічних аераторів або шляхом продувки повітря через товщу води, дозволяє збільшити глибину ставка до 3 м.
За наявністю відводу очищених вод на рельєф або у водні об'єкти розрізняють безстічні та стічні біологічні водойми. За способом експлуатації біоставках поділяються на водойми-накопичувачі, контактні, проточні та фільтраційно-випарні. За навантаженням стоків на площу поверхні біологічні ставки підрозділяють на низькозавантажуванні (БПК5 до 50 кг/га на добу.), з нормальним завантаженням (БПК5 від 50 до 150 кг/га на добу.) та високозавантажуванні (БПК5 понад 180 кг/га на добу.).